# МГД-сепаратор
СЕПАРАТОР МАГНІТОГІДРОДИНАМІЧНИЙ (МГД-сепаратор), (рос. сепаратор магнитогидродинамический (МГД-сепаратор), англ. magnetohydrodynamic separator, нім. magnetohydrodynamischer Scheider m, magnetic hydrodynamic Separator m) — сепаратор для мокрого збагачення корисних копалин, в якому вихідний матеріал розділяється на компоненти за їх густиною у електропровідній рідині, що знаходиться під струмом в магнітному полі. В результаті взаємодії орієнтованих під прямим кутом один до одного магнітного і електричного полів виникає направлена вниз сила Лоренца. Вона створює псевдообважнення електропровідної рідини, при якому частинки з більшою густиною тонуть, а з меншою — спливають.